# Терминатор: Спасение
„Терминатор: Спасение“ (на английски: Terminator Salvation) е американски научнофантастичен екшън филм от 2009 г., четвъртият от култовата поредица на Джеймс Камерън, и с участието на Крисчън Бейл, в ролята на лидера на Съпротивата – Джон Конър, и Сам Уъртингтън като киборга Маркъс Райт.

## Сюжет
Внимание:  Текстът по-долу разкрива сюжета на произведението (или части от него)!
Действието се развива през 2018 г. Джон Конър (Крисчън Бейл) е един от лидерите на Съпротивата срещу електронната мрежа „Скайнет“, която командва армиите терминатори срещу малкото оцелели хора.
Конър е намерил начин да разгроми „Скайнет“ и се готви за решителното нападение, когато внезапно се появява загадъчният Маркъс Райт (Сам Уъртингтън). Райт е с неясни спомени и единственото, което помни е, че е бил осъден на смърт. Появата му обърква допълнително плановете на Конър, който трябва да реши дали непознатият е изпратен от бъдещето или е спасен от миналото.
Двамата трябва да обединят сили и да проникнат в сърцето на „Скайнет“, за да спасят Кайл Рийс (Антон Йелчин), от чието оцеляване зависи не само живота на Джон Конър, но и на цялото човечество.

## Актьорски състав
| Актьор                                                                           | Роля |
| -------------------------------------------------------------------------------- | --- |
| Крисчън Бейл                                                                     | Джон Конър. Режисьорът McG смята Бейл за „най-достоверната екшън звезда в света“ по време на разработката. McG искаше Бейл за Маркъс, но актьорът – въпреки че „не може да си спомни защо“ – искаше да играе Джон и това доведе до разширяване на ролята на героя чрез пренаписване на сценария. Бейл беше първият човек, който беше избран и подписан за ролята през ноември 2007 г. Мак Джи говори обстойно с Бейл в Обединеното кралство за ролята, докато последният снимаше Черният рицар, и двамата се съгласиха да продължат. Въпреки че е фен на поредицата Терминатор, той първоначално не се интересуваше, докато МакГ не го убеди, че историята ще бъде базирана на герои и няма да разчита на специални ефекти. Те продължиха да работят върху историята всеки ден, заедно с Уортингтън. McG каза, че Бейл е счупил ръката си, когато е ударил опора на Терминатор по време на снимките. Бейл прекарва шест до осем часа всеки ден с МакГ в монтажната, за да съветва крайния продукт. През януари 2018 г. Бейл разкри, че е отхвърлил ролята три пъти, преди да я приеме, отчасти за да напука онези, които са му казали да не приема ролята. |
| Сам Уъртингтън                                                                   | Маркус Райт, хибриден експеримент човек-терминатор. Уортингтън сравнява Маркъс с Дороти (Прекрасният магьосник от Оз) и Алиса (Приключенията на Алиса в страната на чудесата), тъй като е „този човек, който се събужда в друг свят [който след това] се опитва да намери себе си“. Създателят на Терминатор Джеймс Камерън лично препоръча Уортингтън (когото той режисира в Аватар) на МакГ. Ръсел Кроу също го препоръча на МакГ. Режисьорът реши, че Уортингтън изглежда по-твърд от „много от днешните [неубедени] млади мъжки актьори“. Уортингтън си спомня, че Камерън му е казал, че „Терминаторът, който трябва да направи, е този с войната“. Уортингтън разкъсва междуребрените си мускули по време на първите седмици на снимките, но въпреки това настоя да изпълнява собствените си каскади. McG веднъж изрази интерес към хвърлянето на Крисчън Бейл, Даниел Дей-Луис или Джош Бролин в ролята. Бролин разговаря с Бейл и прочете чернова на сценария, който намери за „интересен и мрачен; в крайна сметка обаче не смятах, че се чувства добре“.                                                                                         |
| Антон Йелчин                                                                     | Кайл Рийс, тийнейджър бежанец и почитател на Джон Конър и Съпротивата. Както е описан от Майкъл Бийн в „Терминаторът“, той е изпратен назад във времето до 1984 г., за да защити Сара Конър, за да гарантира оцеляването на човешката раса, и с нея роди Джон. Йелчин каза, че иска да изобрази Кайл като Бийн и да не го кара да изглежда по-слаб, защото това е по-млада версия на героя. Разликата в неговото изобразяване е в това, че Кайл е напрегнат, но не и концентриран, докато не се присъедини към съпротивата. Йелчин се опита да предаде интензивността на Кайл, като се съсредоточи върху това колко бързо изглежда Бийн, когато тичаше в оригиналния филм. |
| Муун Блъдгуд                                                                     | Блеър Уилямс, „безсмислен и закален в битки“ пилот на Съпротивата, който страда от чувство за вина на оцелял и служи като романтичен интерес за Маркъс. McG я характеризира като продължаваща женската сила, която е видна в целия франчайз. |
| Брайс Далас Хауърд                                                               | Катрин „Кейт“ Брустър-Конър, съпругата на Джон Конър и дъщеря на Робърт Брустър, който ръководи развитието на Скайнет. Първоначално е планирано ролята да се играе от Шарлот Генсбур, но тя се оттегля поради конфликти в графика с друг филм. Както е представена от Клеър Дейнс в третия филм, Кейт беше ветеринарен лекар; но в този филм тя вече е лекар. Хауърд предполага, като част от предисторията на героя, че Кейт е изучавала медицински книги и е интервюирала много оцелели лекари след събитията от Деня на Страшния съд. Сюжетът на филма ѝ напомня за развиващите се страни, опустошени от война и лишени от основни доставки като чиста вода, което „отразява нещата, които се случват в момента в този привилегирован свят, в който живеем, където не е имало апокалипсис и роботи не са превзели света. Мисля, че това определено е нещо, което трябва да преразгледаме и че продължаваме да правим избори за нашето собствено бъдеще, за да вземем това под внимание." Хауърд се съсредоточи върху това, че Кейт „е свикнала със страха и загубата“, защото героят е военен брат.                                                     |
| Лони Рашид Лин                                                                   | Барнс, дясната ръка на Джон. Комън заявява, че героят не е бил прекалено развит, тъй като е бил „просто лош герой, знаете ли, наистина големият герой във филма“, преди намесата на МакГ. Комън се съгласи с това, тъй като „не исках просто да бъда големият, масивен човек там“ и работи върху емоционалната страна, „мислейки си как би било в свят, който е пост-апокалиптичен, свят, в който, нали знаете , нещата са унищожени и ние наистина се борим за оцеляване." |
| Джейн Александър                                                                 | Вирджиния, лидер на група човешки бежанци. |
| Хелена Бонам Картър                                                              | Доктор Серена Коган / Скайнет – учен от компания Cyberdyne Systems |
| Майкъл Айрънсайд                                                                 | Генерал Хю Ашдаун, лидерът на Съпротивата. |
| Иван Г'Вера                                                                      | Генерал Димитри Лосенко, член на Съпротивата. |
| Роланд Кикингър (тялото на този герой) Арнолд Шварценегер (лицето на този герой) | Т-800: първият Терминатор, покрит с жива тъкан. Културистът и актьор Кикинджър, който преди това изигра Шварценегер в биографичния филм от 2005 г. See Arnold Run, беше негов физически двойник на снимачната площадка. На въпроса за ролята му, Кикинджър каза, че това е „героят на Арнолд в първия Терминатор. Това е основно моята роля, но преди 20 години, така че установява как се е появил Терминаторът.“ удвояване на Шварценегер. Ако Шварценегер беше решил да не се появява във филма, тогава Джон щеше да застреля лицето на T-800, преди публиката да го види добре. Приликата на лицето на Арнолд Шварценегер е пресъздадена с CGI, с модел на лицето му, направен през 1984 г., сканиран за създаване на дигитален грим. Шварценегер даде съгласието си да се появи по този начин, тъй като беше недостъпен, защото изпълняваше длъжността губернатор на Калифорния. |
| Джейдагрейс Мичико Горди-Наш                                                     | Стар, 8-годишно момиче под грижите на Кайл. Родена след Деня на страшния съд, Стар е няма поради травмата на пост-апокалиптичния свят. Следователно, това ѝ е дало неестествената способност да усеща, когато Скайнет единица се приближава. |
| Брайън Стийл                                                                     | Т-600 |
| Линда Хамилтън (глас на този герой)                                              | Сара Конър, Майката на Джон, която почина преди години от левкемия. В две сцени от филма Джон пуска записани касети на Сара за повече информация относно Кайл Рийз, Маркъс Райт и Терминаторите на Скайнет. Хамилтън не беше кредитиран за ролята и беше единственият актьор от предишни филми, който се завърна. |

## Интересни факти
- Инициалите на Джон Конър (John Connor) съвпадат с тези на Исус Христос (Jesus Christ). По време на действието на филма (2018 г.) Джон Конър е на 33 години – на същата възраст е разпнат Христос.
- Въпреки че не се снима във филма, компютърно генерирано изображение на Арнолд Шварценегер се появява в образа на Т800 – оригиналният терминатор.
- Заради изтичане на информация в медиите, Warner Bros. променят изцяло края на филма през март 2009. В първоначалния вариант Джон Конър умира в схватката с Т800 и Съпротивата решава да изработи киборг приличащ на него, за да продължи борбата с машините.
- Австралийският актьор Сам Уортингтън е включен в кастинга с централната роля на Маркъс Райт по изрично настояване на създателя на поредицата Джеймс Камерън. Ръсел Кроу също препоръчва сънародника си на режисьора Макджи.
- Макджи режисира двата филма Ангелите на Чарли (2000 г.) и Ангелите на Чарли: Газ до дупка (2003 г.).

## Филми от поредицата за „Терминатор“
Поредицата „Терминатор“ включва 6 филма:
- „Терминаторът“ (1984)
- „Терминатор 2: Денят на страшния съд“ (1991)
- „Терминатор 3: Бунтът на машините“ (2003)
- „Терминатор: Спасение“ (2009)
- „Терминатор: Генисис“ (2015)
- „Терминатор: Мрачна съдба“ (2019)